# Берёзовка (приток Пельшмы)
Берёзовка, Морженга — река в России, протекает по Сокольскому району Вологодской области. Устье реки находится в 68 км от устья Пельшмы по правому берегу. Длина реки составляет 14 км.
Исток Берёзовки (Морженги) находится в 19 км к северу от города Сокол вблизи деревни Морженга (Сельское поселение Нестеровское). Река течёт на юг, затем поворачивает на юго-восток. Крупнейший приток — Корега (левый). На правом берегу реки стоят деревни Заболотье и Бессолово.

## Данные водного реестра
По данным государственного водного реестра России относится к Двинско-Печорскому бассейновому округу, водохозяйственный участок реки — Северная Двина от начала реки до впадения реки Вычегда, без рек Юг и Сухона (от истока до Кубенского гидроузла), речной подбассейн реки — Сухона. Речной бассейн реки — Северная Двина.
Код объекта в государственном водном реестре — 03020100312103000006974.